# Dirceu Velloso
Dirceu de Alencar Velloso (? — 6 de março de 2005) é um professor de mecânica dos solos e fundações. Foi um dos grandes nomes da engenharia civil brasileira, especialmente no que diz respeito às fundações profundas (estacas). Foi presidente da ABMS - associação brasileira de mecânica dos solos e engenharia geotécnica de 1978 a 1980. Recebeu título de professor emérito da Escola Politécnica da Universidade Federal do Rio de Janeiro em 7 de novembro de 2005, em homenagem póstuma. Morreu em 6 de março de 2005.

## Prêmio AEERJ
Francis Bogossian, ao ser reeleito presidente da AEERJ em 1999, instituiu o Prêmio AEERJ, com objetivo de incentivar e homenagear a pesquisa universitária dos cursos de pós-graduação em Engenharia Civil do Rio de Janeiro.
A premiação passou a fazer parte das cerimônias de posse das novas diretoria da AEERJ.
Os prêmios - troféu e prêmio em dinheiro - são concedidos aos autores das três melhores teses de Doutorado e das três melhores de Mestrado em Engenharia Civil de universidades do Estado do Rio.
Em 2005, com a morte de Dirceu de Alencar Velloso, a premiação passou a se chamar Prêmio AEERJ - Dirceu de Alencar Velloso.